# Gelderse Onafhankelijkheidsoorlog
Met de Gelderse Onafhankelijkheidsoorlog wordt de strijd van het hertogdom Gelre tegen de Bourgondische overheersing bedoeld, die plaatsvond in de jaren 1477-1482 en 1494-1499. De oorlog begon na de nederlaag van de Bourgondische hertog Karel de Stoute in de slag bij Nancy, toen de Bourgondische Successieoorlog uitbrak en Gelre zijn kans schoon zag zich te ontdoen van het Bourgondische juk; na jarenlange gevechten werd de strijd in het voordeel van Gelre beslist met de verdrijving van Maximiliaan van Oostenrijk en de inhuldiging van Karel van Gelre als nieuwe hertog.

## Voorgeschiedenis - conflict tussen vader en zoon
Gulik had tijdens de Tweede Gelderse Successieoorlog geprobeerd zijn aanspraken op Gelre te doen gelden. In 1448 verkocht Adolf van Gulik-Berg deze aanspraken aan de Bourgondische hertog Filips de Goede. Deze verzilverde deze aanspraken door gebruik te maken van een vete tussen hertog Arnold van Egmont, die in 1465 in strijd   raakte met zijn zoon en erfopvolger Adolf van Egmont. Filips de Goede koos in dit conflict partij voor Adolf; Arnold werd afgezet en gevangengenomen. Adolf nam het bestuur in het hertogdom Gelre over.
Filips opvolger Karel de Stoute keerde zich tegen Adolf en herstelde in 1471 het gezag van Arnold. Adolf werd op zijn beurt gevangengezet in Hesdin. Arnold onterfde nu zijn zoon. Hij verpandde Gelre en Zutphen voor driehonderdduizend goudguldens aan Karel de Stoute, en erkende Karel tevens als erfgenaam. Toen Arnold stierf (1473) volgde Karel de Stoute hem dan ook op. De Staten van Gelre en Zutphen erkenden Karel de Stoute echter niet als hun nieuwe hertog en benoemden in zijn plaats de afgezette Adolf van Egmont. Hierop nam Karel nam de steden Nijmegen en Zutphen gewapenderhand in om zijn opvolgingsrecht zo kracht bij te zetten.

## Dood van Karel de Stoute

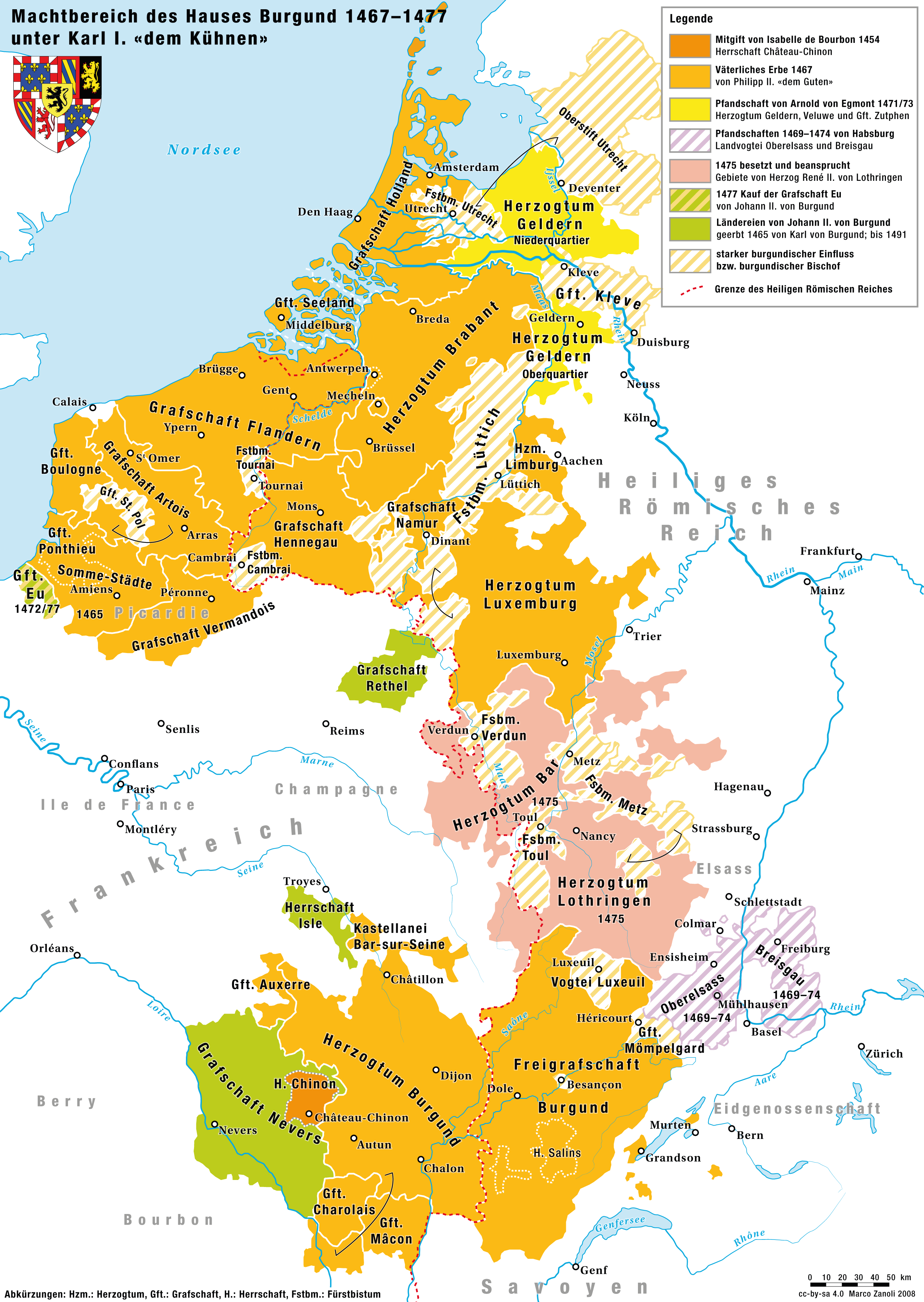
Het Bourgondische rijk in 1477

Begin januari 1477 sneuvelde Karel de Stoute in de Slag bij Nancy. Frankrijk greep de nederlaag bij Nancy onmiddellijk aan om in de Bourgondische Successieoorlog het stamgebied van Bourgondië en Picardië binnen te vallen en te veroveren. Ook veel Zuid-Nederlandse steden grepen het bericht van de dood van Karel de Stoute aan in opstand te komen om zo hun voormalige vrijheden terug te verkrijgen. 
Om de binnenlandse rust te herstellen riep Karels dochter en erfgename Maria van Bourgondië te Gent de Staten-Generaal bijeen. Zij willigde in februari de eisen van de Nederlandse gewesten in door het Groot Privilege uit te vaardigen. De Gelderse Staten van de Kwartieren stuurden geen afvaardiging naar Gent. Zij zagen hun kans schoon om hun zelfstandigheid te herwinnen. 

## Uitroepen van de Gelderse onafhankelijkheid
De Staten van de vier Gelderse kwartieren belegden in april een gezamenlijke Gelderse landdag te Nijmegen. Ze verklaarden zich onafhankelijk van Bourgondië en erkenden Adolf van Egmont opnieuw als hun landsheer. Adolf was intussen bevrijd door Vlaamse oproerlingen, maar trad vervolgens vrijwillig in dienst van Maria van Bourgondië. Als kapitein-generaal trok hij ten strijde tegen de troepen van Lodewijk XI van Frankrijk. In afwachting op Adolfs terugkeer stelden de Staten Adolfs zuster Catharina als regentes aan. Na enige aarzeling aanvaardde zij deze taak in mei. 

## Dood van Adolf van Egmont
Vervolgens sneuvelde Adolf op 27 juni tijdens het beleg van Doornik. Dit compliceerde de situatie in Gelderland aanzienlijk. Hij liet een jonge tweeling achter: Karel en Filippa, op dat moment negen jaar oud. Zij waren door Karel de Stoute aan het Bourgondische hof opgevoed. Het leek onwaarschijnlijk dat Bourgondië hen naar Gelre zou laten gaan om daar verder voorbereid te worden op hun taken in Gelre. In augustus 1477 slaagde Maria van Bourgondië er in om haar positie aanzienlijk te versterken door in het huwelijk te treden met Maximiliaan van Oostenrijk. Deze had voorlopig zijn handen echter vol met de strijd tegen Frankrijk en bemoeide zich niet met de gebeurtenissen in het hertogdom Gelre.

## Binnenlandse strijd en zoektocht naar een nieuwe landsheer

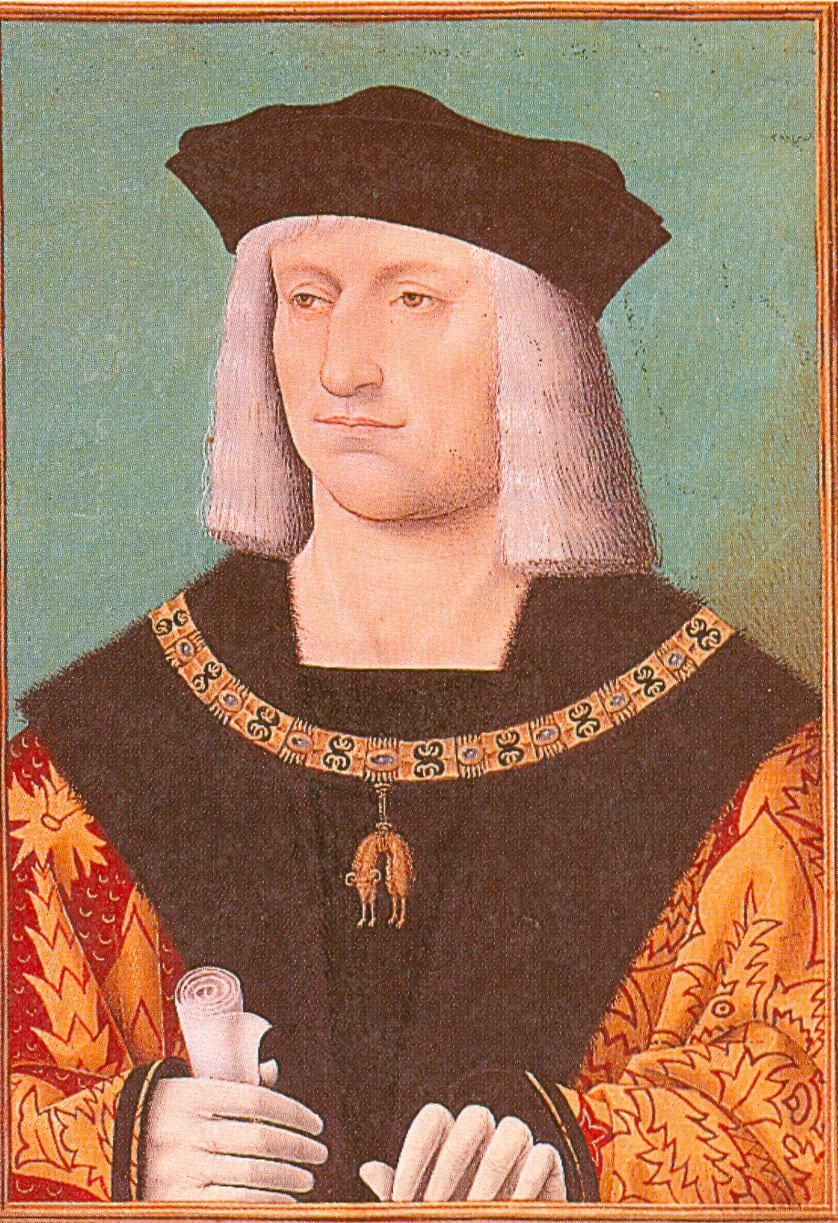
Maximiliaan van Oostenrijk

Na de dood van Adolf probeerde de Bourgondischgezinde partij in Gelre de macht te grijpen. Deze partij stond onder leiding van Willem van Egmont, een jongere broer van wijlen hertog Arnold en een oom van de regentes Catharina. De Egmontse partij overrompelde in maart 1478 Arnhem. De zonen van Willem van Egmont voerden gelijkaardige aanslagen uit op andere Gelderse steden, maar die mislukten. 
Hierop probeerde Catharina buitenlandse steun te verkrijgen. De Staten zagen een potentiële bondgenoot in Johan I van Kleef, maar Catharina vreesde dat hij te Bourgondischgezind was. Onder druk van de omstandigheden sloten de Gelderse standen vervolgens een akkoord met hertog Frederik van Brunswijk-Lüneburg, die zou optreden als "voorstender" van Gelre. Om de band met de nieuwe beschermheer te verstevigen drongen de standen er bij Catharina op aan hem te huwen, maar zoals de kroniekschrijver Willem van Berchen opmerkte, liet zij zich daartoe niet overhalen. Een jaar later werd Frederik krankzinnig, waarmee zijn rol was uitgespeeld. Hierna stelden de standen prins-bisschop Hendrik III van Münster voor zes jaar aan als landvoogd.
Maximiliaan had intussen door zijn overwinning in de slag bij Guinegate de Franse opmars gestuit. Hij had nu de tijd om in februari 1479 het Overkwartier te veroveren. Catharina zag haar steun slinken en besloot om vrede te sluiten met Maximiliaan; zij liet het Overkwartier aan Maximiliaan en trok zich terug zich eind 1479 uit de actieve politiek terug. Maximiliaan schonk haar als beloning het vruchtgebruik van de stad Geldern en het bijhorende ambt. Toch bracht dit nog geen rust.

## Vergeefs bondgenootschap met Frankrijk
In 1480 sloten de Gelderse standen een bondgenootschap met Lodewijk XI van Frankrijk tegen Maximiliaan. Ook Catharina sloot zich hierbij aan; zij ondernam zelfs een reis naar Frankrijk om steun te zoeken voor de Gelderse zaak. Daadwerkelijke bijstand bleef echter uit en teleurgesteld keerde ze terug naar Gelre. In juli 1481 dwongen de Bourgondiërs het Kwartier van Zutphen tot overgave (juli 1481). Het volgende jaar zei de bisschop van Münster zijn steun aan Gelre op. Ook verongelukte Maria van Bourgondië tijdens een jachtpartij in de streek rond Brugge; dit betekende dat Filips de Schone heer van de Bourgondische Nederlanden werd, met zijn vader Maximiliaan als voogd. Maximiliaan  wilde de oorlog tegen Frankrijk voortzetten, maar door de Vlaamse Opstand tegen Maximiliaan moest hij hiervan afzien en sloot hij vrede met Lodewijk XI de Vrede van Atrecht. Hierbij werd ook bepaald dat Gelre, het sticht Utrecht en het prinsbisdom Luik, dat ook in opstand waren gekomen, weer volledig in handen van Bourgondië kwamen. De Gelderse zaak was uitzichtloos geworden. Regentes Catharina trok zich opnieuw terug in haar slot in Geldern, vanwaar zij bleef ijveren voor de terugkeer van de erfopvolger van Gelre, Karel.

## Hernieuwde zelfstandigheid onder Karel van Egmont

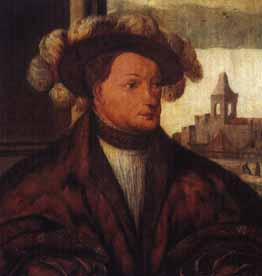
Karel van Gelre

De Gelderse bevolking zag zich gedwongen het Bourgondische gezag te aanvaarden. Er vormden zich echter benden die plunderend rondtrokken en zich verzetten tegen de overheersing. Ook in Utrecht, Holland en  Vlaanderen braken opstanden uit die met geweld onderdrukt moesten worden. Toen in Holland in 1491 de steden in opstand kwamen verspreidde deze opstand zich eveneens naar Utrecht en Gelre; Bourgondische ordetroepen en ambtenaren werden uit Gelre verdreven door opstandelingen die de terugkeer van Karel van Egmont wensten. 
Deze was intussen oud genoeg om hertog te worden. Na zijn opvoeding aan het Bourgondische hof was hij in dienst van Maximiliaans leger getreden. Tijdens de Bourgondische deelname aan de Guerre folle werd hij echter in 1486 gevangengenomen en daar omgevormd tot bondgenoot van Frankrijk.
Onderhandelingen tussen de Gelderse Staten en Catharina van Gelre met Frankrijk in de winter van 1491-'92 over zijn vrijlating slaagden er uiteindelijk in om hem vrij te kopen. In maart kwam hij in Arnhem aan, waar hij werd ingehuldigd en erkend werd als de nieuwe Gelderse hertog. Alle steden (op Wageningen na) openden vrijwillig voor Karel de poorten. Hij nam het bestuur over van zijn tante Catharina, die met tussenpozen 15 jaar lang regentes was geweest, veel langer dan voorzien. Feitelijk gezien had Gelre hiermee haar zelfstandigheid herwonnen.

## Nasleep
Maximiliaan wilde dadelijk optreden tegen Gelre, maar had zijn handen vol aan andere opstandige gewesten. In 1494 en 1495 was hij echter in de gelegenheid om beperkte offensieven tegen Gelre uit te voeren. In 1494 droeg Maximiliaan de heerschappij over de Bourgondische (intussen Habsburgse) Nederlanden over aan zijn zoon Filips de Schone. Filips maakte blijkens zwakke krijgspogingen in 1495 en 1496 weinig werk van zijn pogingen om Gelre terug te brengen onder Bourgondisch gezag. De Staten-Generaal in Brussel waren niet bereid de kosten voor een grote oorlog te dragen. Op hun vraag verzocht Filips het jaar erop volgend een bestand met Karel van Egmont; het handelsverkeer tussen Gelre en de andere Nederlanden werd hervat.
Zijn vader Maximiliaan was hier ontevreden over en sloot in 1498 een verbond met de hertogen van Gulik en Kleef tegen Karel van Egmond. Dit bondgenootschap leek aanvankelijk Gelre onder de voet te lopen en verscheidene Gelderse bannerheren gaven zich over, maar Maximiliaan bleek niet door te kunnen zetten en zijn bondgenoten slaagden er niet in hun wil op te leggen. Ten slotte werden de indringers door de Geldersen met steun van Franse soldaten (die Filips de Schone overigens de vrije doortocht door zijn land had verleend) verdreven. In 1499 trokken de legers van Kleef en Gulik weg.
De oorlogen tussen Gelre en Bourgondië waren daarmee nog niet tot een einde gekomen; in 1502 ontstond een geschil dat leidde tot een reeks nieuwe gevechten die bekendstaan als de Gelderse Oorlogen, waarbij Karel van Gelre aanvankelijk een groot gebied (van Nieuwstadt in Noord-Limburg tot aan de Waddenzee) onder zijn gezag wist te brengen, maar ten slotte toch het onderspit moest delven.